# Kanuma
Kanuma (鹿沼市, Kanuma-shi) és una ciutat i municipi de la prefectura de Tochigi, a la regió de Kanto, Japó.

## Geografia
El municipi de Kanuma està situat al centre occidental de la prefectura de Tochigi. El terme municipal de Kanuma limita amb els de Nikko al nord; amb Utsunomiya a l'est; amb Sano, Tochigi i Mibu al sud i amb Midori, a la prefectura de Gunma, a l'oest.

## Història
Durant el període Tokugawa, Kanuma va ser el cap i casal del feu de Kanuma, pertanyent alhora a la província de Shimotsuke com tota l'actual prefectura de Tochigi des del període Nara. Amb l'inici de l'era Meiji la província va ser dissolta i amb ella tots els estats feudals que hi havien. L'actual ciutat de Kanuma va ser fundada el 10 d'octubre de 1948. L'1 de gener de 2006 la ciutat de Kanuma va annexionar-se la vila d'Awano, pertanyent al districte de Kamitsuga.

## Política i govern

### Alcaldes
En aquesta taula només es reflecteixen els alcaldes democràtics, és a dir, des de l'any 1947. En el cas concret de Kanuma, la llista comença el 1948, quan es fundà la ciutat.
| Alcalde           | Inici del mandat | Fi del mandat | Partit | Partit |
| Kinichirō Suzuki  | 1946             | 1962          |        | Ind    |
| Shunichi Furusawa | 1962             | 1988          |        | Ind    |
| Takeshi Inagawa   | 1988             | 1992          |        | Ind    |
| Takeshi Fukuda    | 1992             | 2000          |        | Ind    |
| Kazuo Abe         | 2000             | 2008          |        | Ind    |
| Shin Satō         | 2008             | -             |        | PD     |

## Demografia
| 1920    | 1930    | 1940    | 1950   | 1960   | 1970   | 1980   |
| ------- | ------- | ------- | ------ | ------ | ------ | ------ |
| 68.981  | 74.561  | 77.462  | 98.504 | 91.896 | 89.196 | 95.999 |
| 1990    | 2000    | 2010    | 2020   | 2030   | 2040   | 2050   |
| 101.098 | 104.764 | 102.357 | 95.029 | -      | -      | -      |

## Transport

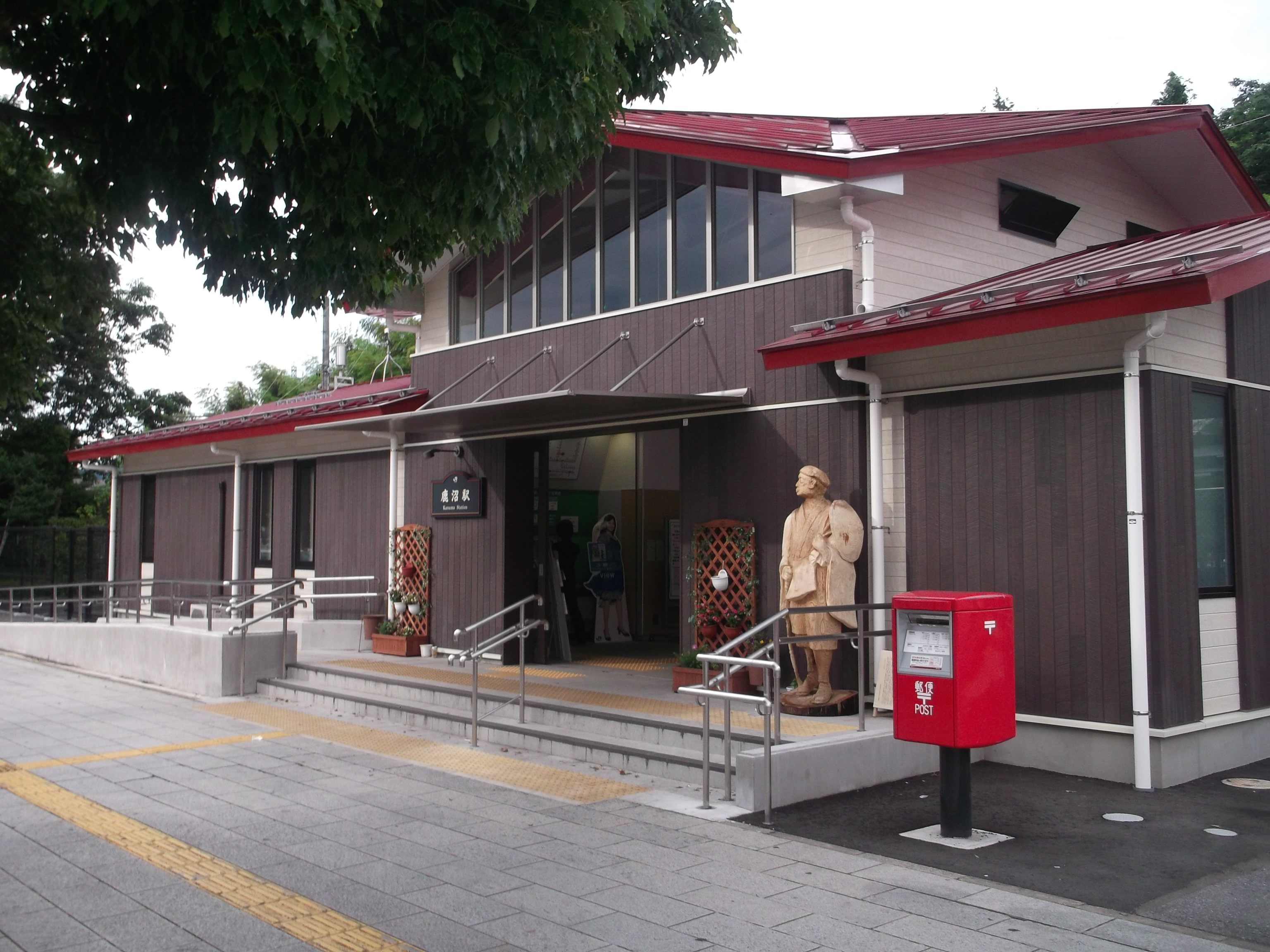
Estació de Kanuma

### Ferrocarril
- Companyia de Ferrocarrils del Japó Oriental (JR East)
  - Kanuma
- Ferrocarril Tōbu
  - Niregi - Momiyama - Shin-Kanuma - Kita-Kanuma - Itaga

### Carretera
- Autopista de Tōhoku
- Nacional 121 - Nacional 293 - Nacional 352

## Agermanaments
- Adachi, Tòquio (Japó).
- Sumida, Tòquio, Japó.
- Tieling, província de Liaoning, RPX.
- Grand Forks, Dakota del Nord, EUA.[4]